# Orba
Orba ist eine Gemeinde in der Provinz von Alicante in Spanien.

## Geographie
Orba liegt rund 15 km landeinwärts von der Bezirkshauptstadt Dénia vis-à-vis Ibiza entfernt. Das kleine Flüsschen Girona durchquert das Gemeindegebiet von Orba.

## Geschichte
Die Entstehung des Ortsnamens lässt zwei Theorien zu. Einmal könnte es aus der Sprache der Iberer stammen und ursprünglich Ur-Obia gelautet haben. Dies soll so viel bedeuten wie „Ort am Fuss eines Berges, an dem Wasser entspringt“. Zum andern könnte sich der Name aber erst viel später vom Namen des Berberstammes der Auraba ableiten. Dieser hatte sich seit Beginn der maurischen Eroberung Spaniens im Jahre 711 in diesem Gebiet niedergelassen.
Auf die maurische Epoche geht auch die wirtschaftliche Entwicklung Orbas zurück. Neben der Landwirtschaft konnten sich vor allem die Töpferei und das Keramikhandwerk bis heute behaupten. Hoch über dem Ort, auf dem Monte de Adroberes, stehen die Überreste der Ruine des Castillo d'Orba, das einst auch den Zugang ins Vall de Laguart überwachte. Die ehemalige Burg stammt aus dem 13. Jahrhundert, dem Jahr der Reconquista, der Rückeroberung Spaniens durch den aragonesischen König Jakob I. Das Stadtwappen Orbas geht auf die Heraldik von 1238 zurück.
Die Bevölkerung Orbas blieb jedoch auch nach der christlichen Wiedereroberung Spaniens im Jahre 1492 größtenteils maurisch. Man benötigte die Mauren vorerst vor allem zur Lebensmittelversorgung und zum Instandhalten des komplizierten Bewässerungssystems der Landwirtschaft. 1609 gab König Philipp III. den Befehl zur endgültigen Vertreibung der inzwischen zwangsgetauften Morisken. Tausende, meist Frauen und Kinder, die sich in die Berge des Vall de Laguart geflüchtet hatten, wurden dort massakriert. Mehr als 47.000 von ihnen wurden vom Hafen Dénia nach Oran verschifft. Damit endeten über 800 Jahre friedliches Zusammenleben von Mauren, Christen und Juden in dieser Gegend.
Diese Vertreibung führte zur Entvölkerung der ganzen Region. Ein wirtschaftliches Desaster war die Folge. Erst Jahre später brachten Umsiedler aus den christlichen Nachbargemeinden Murla und Pego sowie Mallorca wieder Leben ins Tal.
Heute ist Orba mit 2.387 Einwohnern (Stand: 2024) eine Gemeinde, in der etwa zur Hälfte Zuzügler aus ganz Europa leben.